# Matthias Spindler
Matthias Spindler (* 5. Februar 1954 in Ludwigshafen am Rhein; † 7. April 2021) war ein deutscher Journalist, Historiker und Rundfunkmoderator.

## Leben und Wirken
Spindler, der in Waldsee aufwuchs und das Altsprachliche Gymnasium Speyer besuchte, studierte zunächst Soziologie und Geschichte an der Universität Mannheim, ab dem Sommersemester 1974 an der Universität Heidelberg mit Mittlerer und Neuerer Geschichte als Hauptfach, Alter Geschichte und Soziologie als Nebenfächern (Abschluss 1977 als Magister Artium).
Bereits während des Studiums entstanden erste Schallplatten-Besprechungen für die Zeitschrift Jazz Podium, dann verfasste er Jazz-Konzertkritiken für Die Rheinpfalz, seit 1981 Jazz- und Rock-Kritiken für den Mannheimer Morgen. Jazzsendungen entstanden zuerst 1976 für den NDR; nach einem Volontariat beim Hessischen Rundfunk moderierte er seit 1984 den Jazzclub und andere Jazzsendungen für diese Anstalt (später Live Jazz und Die hr-Bigband auf hr2). Für denselben Sender verantwortete er bis März 2019 als Autor und Aufnahmeleiter die Swingtime (Sprecher Bill Ramsey). Für die Landeskultur-Redaktion des SWR in Mainz entstanden Features, aber auch zahlreiche Magazinbeiträge. 
Mit Gerhard Gräber erforschte er als Regionalhistoriker den Separatismus in der Pfalz.
Auch sein jüngerer Bruder, Georg Spindler, ist Journalist und arbeitet für den Mannheimer Morgen.

## Schriften
- Gerhard Gräber, Matthias Spindler: Revolverrepublik am Rhein. Die Pfalz und ihre Separatisten, Band 1: November 1918 – November 1923. Pfälzische Verlags-Anstalt, Landau/Pfalz 1992, ISBN 3-87629-164-X.
- Gerhard Gräber, Matthias Spindler: Die Pfalzbefreier: Volkes Zorn und Staatsgewalt im bewaffneten Kampf gegen den pfälzischen Separatismus 1923/24. Pro Message, Ludwigshafen/Rhein 2005, ISBN 3-934845-24-X
- Gerhard Gräber, Matthias Spindler: Junger Herr vor 1914: Georg May, der spätere Separatist und sein Heimatort Schifferstadt in der Zeit bis zum 1. Weltkrieg; eine Teilbiographie. Karlsruhe, Mannheim 2006.
- Marion Fürst/Matthias Spindler: Deutsche Jazzfotografen: Karlheinz Fürst. Neckargemünd : Männeles-Verlag 2012. ISBN 978-3-933968-20-3.